# Henningsia
Henningsia is een geslacht van schimmels uit de orde Polyporales. Het geslacht is nog niet eenduidig te plaatsen in een familie (Incertae sedis). De typesoort is Henningsia geminella, maar deze soort is later hernoemd naar Henningsia brasiliensis. Het geslacht is vernoemd naar de Duitse mycoloog Paul Christoph Hennings.

## Soorten
Volgens Index Fungorum telt dit geslacht vijf soorten (peilddatum februari 2022):
| Soortnaam               | Auteur(s)                      | Publicatiejaar |
| ----------------------- | ------------------------------ | -------------- |
| Henningsia ater         | Ryvarden                       | 2014           |
| Henningsia brasiliensis | (Speg.) Speg.                  | 1918           |
| Henningsia galapagensis | (W.B. Cooke & Bonar) D.A. Reid | 1981           |
| Henningsia macrospora   | Gibertoni & Ryvarden           | 2014           |
| Henningsia resupinata   | A.M.S. Soares & Ryvarden       | 2018           |